# Бедлам

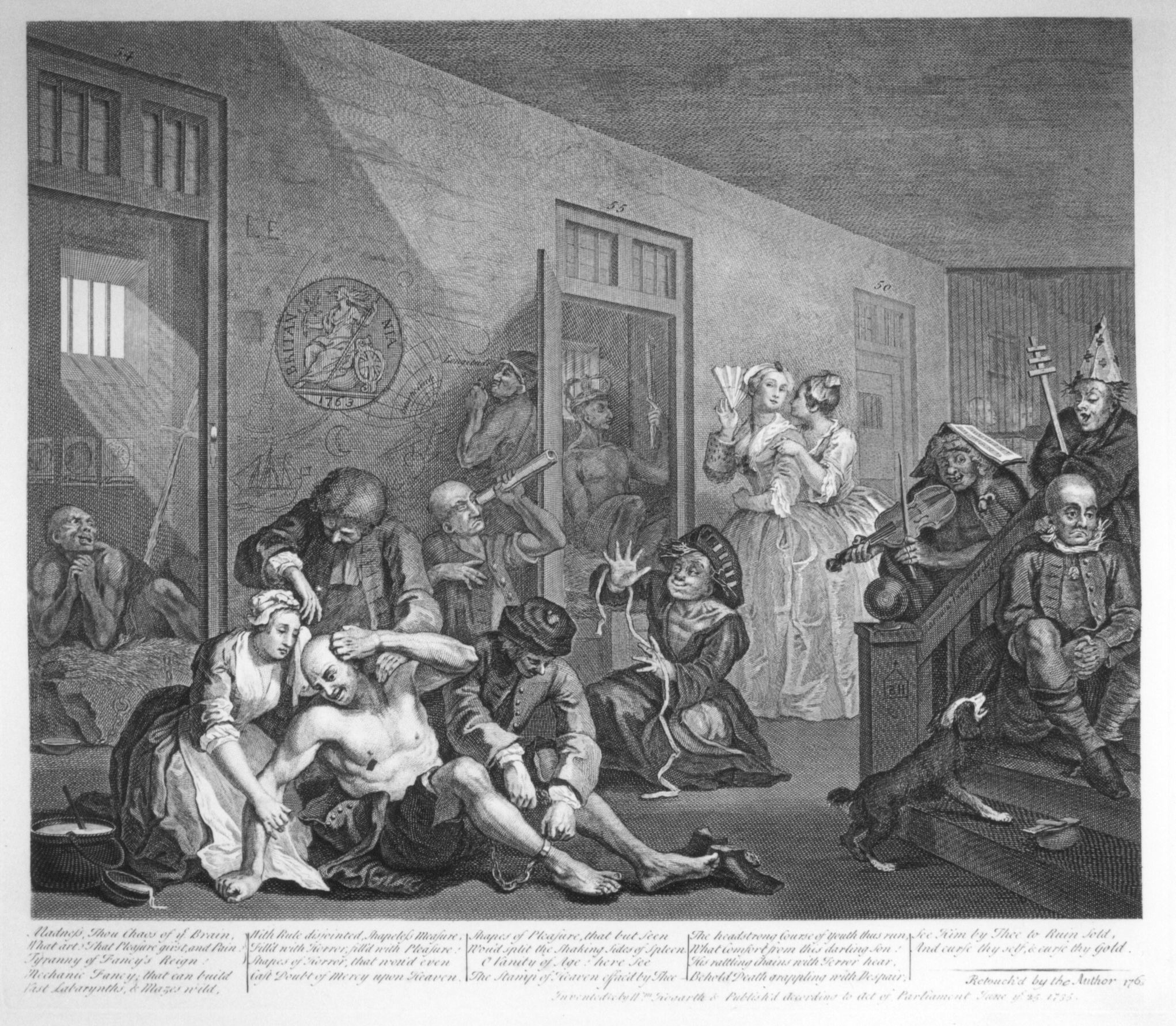
Сцена в Бетлемской больнице. Цикл Уильяма Хогарта «Карьера мота», гравюра 8. XVIII век

Бедла́м (англ. Bedlam [ˈbɛdləm], искажённое от англ. Bethlehem — Вифлеем; официальное название Бетлемская королевская больница — англ. Bethlem Royal Hospital), первоначальное название — госпиталь святой Марии Вифлеемской, психиатрическая больница в Лондоне (с 1547).
Название Бедлам стало именем нарицательным, вначале — синонимом психиатрической клиники, а позже — словом для обозначения крайней неразберихи из-за творившегося там в XVI веке беспорядка.

## История
Бетлем стал частью Лондона с 1247 года. С 1330 года тут расположилась больница, которая стала больницей для психически больных в 1377 году, хотя ещё в 1403 году в ней было только 9 пациентов.

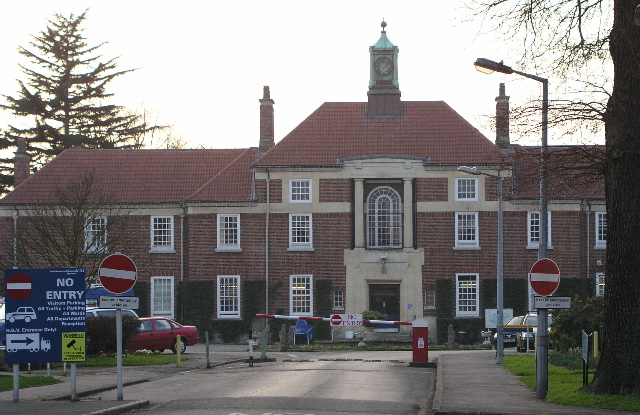
Бетлемская королевская больница 2005 год

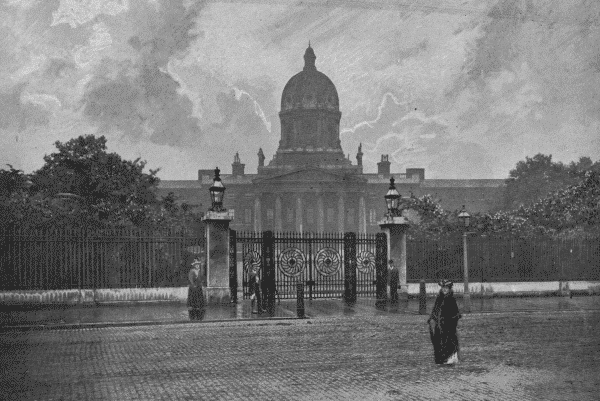
Бетлемская королевская больница 1896 год

Первоначально это было общежитие братства «Господа нашего из Вифлеема», построенное в 1246 году в Бишопсгейте, за городскими воротами; но в 1547 году Генрих VIII подарил здание городской общине, которая устроила в нём помещение для 50—60 психически больных. В 1675 году его сломали, и на этом месте архитектором Робертом Гуком было выстроено новое здание в Мурфилдсе.
В определённые фазы Луны пациентов приковывали цепями и избивали плетьми, чтобы «предотвратить насилие» с их стороны. Данная практика была прекращена лишь в 1808 году благодаря усилиям Джона Хэслема.
В 1810 году больницу перевели в Сант-Джорджс Филдс в Саутуарк, в 1814 году больницу перестроили под наблюдением Джемса Монса, в 1838 году к ней был прибавлен новый флигель, а примерно в 1840 году Сиднеем Смирком был сооружён купол здания.
В 1930 году больницу вывели из города, а её здание было использовано под Имперский военный музей. С 1930 года больница переехала во внешний пригород Лондона, на место Монкс Орчард-Хаус между Эден-Парк, Бекенхэмом, Уэст-Уикхемом и Ширли.

## Знаменитые пациенты Бедлама
- Джон Фрит — потенциальный нападавший на короля Георга III[7]
- Молл Фрит — английская воровка-карманница и скупщица краденного
- Ричард Дадд — художник[8]
- Джеймс Хадфейлд — намеревался убить короля Георга III[9]
- Джеймс Тилли Метьюс — коммерсант, торговец чаем; считается первым пациентом, случай психического расстройства которого был описан в серьёзном исследовании
- Дэниел Макнотен — случай которого послужил поводом для введения в уголовное право Великобритании понятия «невменяемость» после совершения им покушения на убийство премьер-министра Роберта Пиля
- Луис Уэйн — художник[10]
- Джонатан Мартин — устроил поджог Йоркского собора[11]
- Эдвард Оксфорд — привлечён к судебному разбирательству по обвинению в государственной измене после попытки покушения на убийство королевы Виктории и принца Альберта[12]

## В литературе
- Чарльз Диккенс, «Рождественская песнь в прозе»:

«Вот еще один умалишенный! — пробормотал Скрудж, подслушавший ответ клерка. — Какой-то жалкий писец, с жалованием в пятнадцать шиллингов, обремененный женой и детьми, а туда же — толкует о веселых святках! От таких впору хоть в Бедлам сбежать!»
- И. С. Тургенев, «Отцы и дети»: Дело дошло, наконец, до того, что Евдоксия, вся красная от выпитого вина и стуча плоскими ногтями по клавишам расстроенного фортепьяно, принялась петь сиплым голосом сперва цыганские песни, потом романс Сеймур-Шиффа «Дремлет сонная Гранада», а Ситников повязал голову шарфом и представлял замиравшего любовника при словах:
И уста твои с моими
В поцелуй горячий слить.
Аркадий не вытерпел наконец. «Господа, уж это что-то на бедлам похоже стало», — заметил он вслух[13].
- В книге Николая Носова «Незнайка на Луне» (1964) организация миллиардеров называется «Большой бредлам», намекая на схожесть со словами «бред» и «бедлам».
- В пьесе Леонида Филатова «Про Федота-стрельца, удалого молодца» (1986) царь говорит няньке:

От тебя ж — один бедлам,

Стыд царю, конфуз послам!

Я давно антиресуюсь,

Ты не засланная к нам?..
- В повести Григория Белых и Л. Пантелеева «Республика ШКИД» (1926) Янкель пишет стихотворение:

Писать я начинаю,

В башке бедлам и шум,

Писать о чём не знаю,

Но всё же напишу.
- В произведении Генри Филдинга «Письмо из Бедлама», где главный герой является пациентом этого заведения.
- В июле 1790 года заведение посетил русский писатель и историк Н. М. Карамзин, красочно описав его в своих «Письмах русского путешественника» (1791):

«Предлинные галереи разделены железною решёткою: на одной стороне — женщины, на другой — мужчины. В коридоре окружили нас первые, рассматривали с великим вниманием, начинали говорить между собою сперва тихо, потом громче и громче и, наконец, так закричали, что надобно было зажать уши. Одна брала меня за руку, другая за пучок, третья хотела сдуть пудру с головы моей — и не было конца их ласкам. Между тем некоторые сидели в глубокой задумчивости… Многие из мужчин заставили нас смеяться. Иной воображает себя пушкою и беспрестанно палит ртом своим; другой ревёт медведем и ходит на четвереньках. Бешеные сидят особливо; иные прикованы к стене. Один из них беспрестанно смеётся и зовёт к себе людей, говоря: „Я счастлив! Подите ко мне; я вдохну в вас блаженство!“ Но кто подойдёт, того укусит. — Порядок в доме, чистота, услуга и присмотр за несчастными достойны удивления. Между комнатами сделаны бани, тёплые и холодные, которыми медики лечат их. Многие выздоравливают, и при выпуске каждый получает безденежно нужные лекарства для укрепления души и тела...»— Н. М. Карамзин. «Письма русского путешественника»

## В музыке
- Дебютный альбом Джеймса Бланта, выпущенный в 2004 году называется Back to Bedlam (Возвращение в Бедлам).
- Композиция группы Deep Purple, открывающая альбом Infinite (2017), называется Time for Bedlam.
- Седьмой студийный альбом американской группы Suffocation имеет название Pinnacle of Bedlam (Вершина Бедлама).
- Альбом Fear (2014) Кинг Дьюда включает композицию Lay Down in Bedlam.
- Композиция группы Arena, открывающая альбом Pepper's Ghost (2005), называется Bedlam Fayre